# Pierre Zarka
Pour les articles homonymes, voir Zarka (homonymie).
Pierre Zarka, né le 16 septembre 1948 à Paris, est un homme politique français, membre de la Fédération pour une alternative sociale et écologique (FASE), ancien membre du Parti communiste français.

## Biographie
Pierre Zarka adhère au Parti communiste français en 1966. De 1971 à 1973, il est secrétaire national de l'Union des étudiants communistes (UEC). De 1979 à 1984, il est secrétaire général du Mouvement jeunes communistes de France (MJCF).
Il est député de la Seine-Saint-Denis de 1978 à 1986.
Membre du secrétariat du PCF de 1990 à 2000. Après avoir été l'adjoint de Roland Leroy de 1992 à 1994, il est directeur du quotidien L'Humanité de 1994 à 2000.
Il est classé parmi les « Refondateurs » du PCF. Invité permanent au comité exécutif national du PCF, il décide en 2007 de ne plus y participer à la suite du maintien de la candidature de Marie-George Buffet. Il a quitté le PCF en mars 2010, et il milite désormais à la Fédération pour une alternative sociale et écologique (FASE), au sein de l'Association des Communistes Unitaires qui en est une des composantes.

## Mandats électifs
- 19 mars 1978 - 22 mai 1981 : député de la Seine-Saint-Denis
- 21 juin 1981 - 1er avril 1986 : député de la Seine-Saint-Denis

## Publications
- Jeunesse en quête d'avenir, Paris, Éditions sociales, janvier 1983, 158 p. (ISBN 978-2-209-05536-4, LCCN 84154219)
- Un communisme à usage immédiat, Paris, Plon, 14 janvier 2000, 172 p. (ISBN 978-2-259-19037-4, LCCN 00357170)
- avec Michel Vakaloulis, Jean-Marie Vincent, Vers un nouvel anticapitalisme ; pour une politique d'émancipation, Paris, Felin, coll. « Question d'époque », 9 septembre 2003, 184 p. (ISBN 978-2-86645-519-4)
- Les nouveaux miroirs aux alouettes, Paris, Syllepse, coll. « Des paroles en actes », août 2006, 220 p. (ISBN 978-2-84950-103-0, LCCN 2006507507)
- Oser la vraie rupture : Gauche année zéro, Paris, L'Archipel, avril 2011, 208 p. (ISBN 978-2-8098-0482-9)